# Привиденцев, Степан Иванович
Степан Иванович Привиденцев (5 января 1916 — 7 ноября 1990, Ленинград) — советский живописец, член Ленинградского Союза художников.

## Биография
Привиденцев Степан Иванович родился 5 января 1916 года в Макеевке. Учился в Одесском художественном техникуме, по окончании которого в 1936 был принят на живописный факультет Ленинградского института живописи, скульптуры и архитектуры ВАХ. Участник Великой Отечественной войны. Сержант, сражался на 3-м Украинском, 4-м Украинском и 1-м Белорусском фронтах. Награждён двумя орденами Красной Звезды, медалями «За освобождение Варшавы», «За взятие Берлина», «За победу над Германией».
После демобилизации вернулся к учёбе и в 1947 окончил институт по мастерской профессора Р. Р. Френца с присвоением квалификации художника живописи. Дипломная работа — картина «Освобождённый Кишинёв».
После окончания института работал художником-живописцем по договорам с Ленизо. Участвовал в выставках с 1947 года, экспонируя свои работы вместе с произведениями ведущих мастеров изобразительного искусства Ленинграда. Писал батальные, исторические и жанровые картины, портреты, пейзажи. В 1947 был принят в члены Ленинградского Союза советских художников. Автор картин «Приготовление к свадьбе» (1950), «Агитатор среди колхозников» (1951), «Весна в Ленинграде» (1957), «Домой» (1958), «Старый Петергоф», «В партизаны» (обе 1960), «Спортивный праздник в колхозе» (1961), «Дед Остап», «Порт в Туапсе» (обе 1962), «На кукурузном поле» (1964), «Революционные дни в Петрограде» (1967), «Лето» (1969), «Сторож Иван» (1970), «Весна», «Возле села Молдаванки» (обе 1971), «В старом Петергофе», «Чёрное море» (обе 1972), «На ремонтном дворе» (1975), «В ленинградском порту» (1980).
Скончался 7 ноября 1990 года в Ленинграде на 75-м году жизни. 
Произведения С. И. Привиденцева находятся в музеях и частных собраниях в России, на Украине, в Франции, Великобритании, Финляндии и других странах.

## Выставки
- 1951 год (Ленинград): Выставка произведений ленинградских художников.
- 1957 год (Ленинград): 1917 - 1957. Выставка произведений ленинградских художников.
- 1958 год (Ленинград): Осенняя выставка произведений ленинградских художников.
- 1960 год (Ленинград): Выставка произведений ленинградских художников 1960 года.
- 1960 год (Ленинград): Выставка произведений ленинградских художников.
- 1961 год (Ленинград): «Выставка произведений ленинградских художников» открылась в залах Государственного Русского музея .
- 1962 год (Ленинград): "Осенняя выставка произведений ленинградских художников".
- 1964 год (Ленинград): Ленинград. Зональная выставка.
- 1967 год (Москва): Советская Россия. Третья Республиканская художественная выставка.
- 1975 год (Ленинград): Наш современник. Зональная выставка произведений ленинградских художников.
- 1976 год (Москва): Изобразительное искусство Ленинграда.
- 1980 год (Ленинград): Зональная выставка произведений ленинградских художников.
- 1985 год (Ленинград): 40 лет Великой победы. Выставка произведений художников - ветеранов Великой Отечественной войны.